# Mark Brandis: Weltraumpartisanen
Mark Brandis: Weltraumpartisanen ist eine Reihe von deutschsprachigen Science-Fiction-Jugendbüchern, verfasst von Nikolai von Michalewsky unter dem Pseudonym Mark Brandis. Die Serie, die zwischen 1970 und 1987 erschien, umfasst 31 Bände. Der Kernsatz der Reihe lautet: „Woran du glaubst, dafür sollst du leben und sterben.“

## Die Bücher
Die Serie beginnt im Zukunftsjahr 2069 und beschreibt die Abenteuer des Berliner Astronauten Mark Brandis (deswegen auch deutsch auszusprechen, nicht „Brändis“). Den Namen des Titelhelden leitete von Michalewsky von der Mark Brandenburg ab, in der er geboren wurde. Brandis ist von Berufs wegen Kommandant für neu zu testende Raumschiffe der Weltraumbehörde VEGA (Venus-Erde Gesellschaft für Astronautik), ab Band 22 dann Vormann der an die DGzRS angelehnten Raumnotrettungsgesellschaft UGzRR. Die Welt ist dreigeteilt, und zwar in die EAAU (Europäisch-Amerikanisch-Afrikanische Union, unter die auch die VEGA fällt), die VOR (Vereinigte Orientalische Republiken) und das mit der EAAU assoziierte Australien. Auf der Venus und dem Mars existieren kleinere EAAU-Exklaven, und der politisch neutrale Mond ist ein Hyper-Las Vegas geworden, in dem die Sünde regiert.
Kennzeichnend ist der humanistische Charakter der Serie. Obwohl die Serie Elemente einer Space Opera enthält, steht nicht die Technik, sondern der Mensch im Vordergrund der Geschichten. Fortschritt wird als blind gesehen, ein Segen in den Händen verantwortungsvoller Menschen, ein Fluch, falls Kriminelle ihn missbrauchen. Viele Geschichten übertragen Probleme der Gegenwart wie Faschismus, Rassismus, den Überwachungsstaat, Terror, Umweltverschmutzung und Verbrechen gegen die Menschlichkeit in ein Science-Fiction-Umfeld. Die Teilung der Welt spiegelt die damalige strikte Teilung in Ost- und Westblöcke wider.
Dieser gesellschaftskritische Einschlag brachte dem Autor eine treue Leserschaft ein, auch wenn Kritiker anmerkten, dass das stark am Militär orientierte Ambiente heutzutage nicht mehr zeitgemäß sei. Mark Brandis war lange nach dem Ende der Buchserie auch als Hauptfigur für eine zweite Buchserie vorgesehen, die andere Akzente setzen und eher für Erwachsene geeignet sein sollte. Nach dem Erscheinen des ersten Bandes „Ambivalente Zone“ (2000) als Book-on-Demand sollte „Negativer Sektor“ erscheinen, dieser Band blieb durch Michalewskys Tod unvollendet.

### Verlage
Die Reihe erschien zwischen 1970 und 1990 im Verlag Herder. Beim E-Book-Anbieter dibi.de (dibi Medien Entwicklung und Vertrieb GmbH) konnten zwischen 2001 und 2004 die Bücher erstmals als digitale Ausgaben, zur Nutzung mit dem Adobe Reader und Microsoft Reader, online erworben werden. 
Von Oktober 2008 bis August 2013 wurde die Serie als Paperback und E-Book im Wurdack-Verlag neu aufgelegt, der 2024 seine Geschäftstätigkeit beendete. Derzeit (2025) sind die Bücher neu ausschließlich als E-Books im Atlantis-Verlag erhältlich.

### Wirkung
„Alles in allem kann man sagen, daß Nikolai von Michalewsky der Jugend-SF im deutschen Sprachraum entscheidende Impulse gegeben hat. Jedoch haben Epigonen der Brandis-Serie kaum einmal deren Qualität erreicht, schon gar nicht mit einer seit so langen Jahren laufenden Serie. Über die Bücher dieses Autors ist es Jugendlichen möglich, unter Umgehung der Heftreihen gleich mit guter Literatur ins Genre Science Fiction einzusteigen.“

## Hauptcharaktere

### Durchgehende Helden
- Mark Brandis ist die Hauptfigur der Serie. Er kommt aus Berlin, ist Testpilot und war mehrere Jahre vor Beginn der Serie wegen eines katastrophalen Fehlstartes, für den er die Verantwortung trug und bei dem ein Besatzungsmitglied ums Leben kam, degradiert worden. Diese Schuld hat er sich nie verziehen. Unter Harris war er Pilot im Range eines Captain, ab Band 2 wieder Commander der VEGA. Seine Nervenstärke und Disziplin trugen ihm in späteren Jahren den Spitznamen „verfluchter Preuße“ ein. Obwohl er nach außen hin stets kühl und unnahbar wirkt, ist er im Inneren ein mitfühlender, warmherziger Mensch, der sich andauernd hinterfragt.
- John Harris ist Brandis’ Mentor. Er ist ein sperriger, kühler Engländer und sein Vorgesetzter, bis Brandis zur UGzRR wechselt. Noch mehr als Brandis gilt Harris als Einzelgänger, doch in den entscheidenden Momenten als unerschütterlicher Fels in der Brandung. Bei einem Kampf während der Machtergreifung von General Smith verlor er seinen rechten Arm, was ihn jedoch nicht davon abhielt, den Widerstand gegen den Diktator zu leiten und später kurzzeitig sogar Präsident der EAAU zu werden. Nachdem er das Amt freiwillig zurückgelegt hatte, ist er Leiter der VEGA.
- Ruth O’Hara ist Brandis’ irischstämmige Braut, die er zwischen Band 4 und 5 heiratet. Sie ist die Leiterin der PR-Abteilung der VEGA. Obwohl es ihr manchmal schwerfällt, Brandis ‚mit den Sternen zu teilen‘, steht sie zu ihm und ist ihm oftmals moralische Stütze.
- Iwan Stroganow ist ein mit allen Wassern gewaschener, wortkarger Navigator aus Sibirien, der bereits in der sogenannten „Windjammerzeit“ der Raumfahrt Dienst auf den ersten Phönix-Schiffen tat. Er wirkt erfahren, schwerfällig und melancholisch und ist ein Leben lang Brandis’ treue rechte Hand.

### Weitere Helden
- Antoine Ibaka (Bände 1–4) war ein Ingenieur aus dem Kongo. Er war ein lebenslustiger, begeisterter Astronaut und Brandis’ bester Freund. Er hielt seine afrikanischen Wurzeln in hohen Ehren. Nachdem tragischerweise seine Frau und Kinder ermordet wurden und er tödlich verwundet wurde, opferte sich Ibaka, um die mitleidlosen Homo Factus von General Smith mit seiner Gehirnmasse zu infizieren.
- Robert Monnier (ab Band 2) war vor Beginn der Serie Brandis’ Freund und Besatzungsmitglied, als dieser vorschnell zu einer Rettungsaktion aufbrechen wollte und einen Fehlstart verursachte. Ein gemeinsamer Freund kam ums Leben. Jahre später wurde Monnier der Delta VII zugeteilt und stand Brandis persönlich und professionell sehr kritisch gegenüber. Mehrere Abenteuer hindurch kriselte es, und erst langsam erneuerte sich das Vertrauen und ihre Freundschaft. Monnier starb beim Versuch, einen Sprengsatz ins Innere des Kilimandscharo zu fliegen (Alarm für die Erde).
- Grigori „Grischa“ Romen (ab Band 7) ist ein lebenslustiger Zigeuner (der selbst auf dieser Bezeichnung seines Volkes besteht). Er wurde Brandis’ Kopilot und nahm nach Ibakas Tod dessen Stelle als Freund ein. Romen ist begeisterter Musiker (Geige/Mundharmonika). Er heiratete unter schweren politischen Verstimmungen Ko Ai, eine Frau aus den VOR, die als illegale Geburt zum Tode verurteilt worden war.
- Martin van Kerk war Südafrikaner. Er war bekennender Rassist – Produkt seiner Erziehung in der Apartheid – und ließ seinen schwarzen, ebenfalls südafrikanischen Kollegen Billy Xuma (s. u.) wissen, wie sehr er ihn hasste. (Auch hier ein sachlicher Fehler: Als Ausdruck von Rassismus bezeichnet van Kerk seinen Kollegen Billy als „Nigger“. In Afrika war im Gegensatz zu den USA dieser rassistische Begriff nicht verbreitet.) Doch als ihm Xuma das Leben rettete, gab er seinen Hass gegen Xuma auf. Van Kerk starb in „Raumsonde Epsilon“, nachdem er schwerer Weltraumstrahlung ausgesetzt worden war.
- William Xuma (ab Band 5) ist van Kerks Landsmann. Als Schwarzer hatte er es gegen ihn schwer, doch als er ihm das Leben rettete, gab van Kerk seinen Hass gegen ihn auf und wurde sein guter Freund.

### Neutrale Charaktere
- Pietro Anastasia ist der superreiche, machtvolle und fadenscheinige Bürgermeister von Las Lunas, der Spielerhölle auf dem Mond. Er hat ausschließlich Luxus und Geld im Sinn und schert sich nicht um das Wohl der Menschheit.
- Elmar Busch ist Brandis’ Kollege in der UGzRR. Er ist ein bekennender Rassist, der die VOR hasst, weil einst ein VOR-Soldat seinen Sohn umbrachte. Das Verhältnis zwischen Busch und Brandis ist zeitlebens gespannt.
- Gaston Weygand ist Brandis’ Kollege in der UGzRR. Der blendend aussehende, hochbegabte Weygand galt einst als neuer Star in der Strategischen Raumflotte, bis er nach einer Weltraumexpedition alleine in einer Rettungskapsel zurückkam. Ihm wurde vorgeworfen, seine Besatzung im Stich gelassen zu haben, und seitdem war er ein Paria. Obwohl ihm nie etwas bewiesen werden konnte, blieb Weygand selbst in der UGzRR ein Außenseiter.

### Antagonisten
- Gordon B. Smith ist ein Hitler-ähnlicher Usurpator, der die EAAU unterwarf und sämtliche Mittel der Wissenschaft (u. a. Gehirnwäsche, Eugenik und Giftgas) benutzte, um sich die Erde untertan zu machen. Nach dem Scheitern der Aufstellung einer bedingungslos gehorsamen Klonarmee und seinem darauffolgenden Sturz wird er auf der Flucht von Brandis gestellt und getötet (Bände 1–4).
- Friedrich Chemnitzer ist der Erzfeind von Mark Brandis. Zunächst Colonel der Pioniere der EAAU-Armee, ist er ein aalglatter, hochintelligenter Krimineller, ein Meister der Verwandlung und ein skrupelloser Killer (Band 11–14, 29, 30).
- John Malembo ist ein afrikanischer Kikuyu-Häuptling und Häuptling der „Fliegenden Löwen“, einer Terrororganisation. Er verachtet die Weißen genau wie „minderwertige“ schwarze Völker, die er als „Kaffer“ beschimpft, und versucht während der Unruhen rund um den Ausbruch des mit Atommüll gefüllten Kilimandscharos, die Macht an sich zu reißen (Band 11–12).
- Dr. Mildrich ist ein periodisch wiederauftauchender Politiker. Er ist ein mäßig intelligenter, aber sehr gut vernetzter Charakter, der nur seine Karriere im Kopf hat und wenig Verantwortung für Schutzbefohlene zeigt. Er ist nicht direkt kriminell, wird aber in den Büchern als der Prototyp des machtgeilen Funktionärs beschrieben, der wie Diederich Hessling in Der Untertan nach oben buckelt und nach unten tritt.

## Die Bände der Reihe
| - 1. Bordbuch Delta VII: Alarm im Weltraum (1970) - 2. Verrat auf der Venus: Flucht in den Weltraum (1971) - 3. Unternehmen Delphin: Machtkampf im Weltraum (1971) - 4. Aufstand der Roboter: Duell im Weltraum (1972) - 5. Vorstoß zum Uranus: SOS im Weltraum (1972) - 6. Die Vollstrecker: Terror im Weltraum (1973) - 7. Testakte Kolibri: Experimente im Weltraum (1973) - 8. Raumsonde Epsilon: Meuterei im Weltraum (1974) - 9. Salomon 76: Verschwörung im Weltraum (1974) - 10. Aktenzeichen: Illegal: Menschenjagd im Weltraum (1975) - 11. Operation Sonnenfracht: Wettlauf im Weltraum (1975) - 12. Alarm für die Erde: Notstand im Weltraum (1976) - 13. Countdown für die Erde: Gefahr aus dem Weltraum (1976) - 14. Kurier zum Mars: Hetzjagd im Weltraum (1977) - 15. Die lautlose Bombe: Schwarzer Tod im Weltraum (1977) - 16. Pilgrim 2000: Hölle im Weltraum (1978) |  | - 17. Der Spiegelplanet: Erkundung im Weltraum (1978) - 18. Sirius-Patrouille: Kalter Krieg im Weltraum (1979) - 19. Astropolis: Kolonie im Weltraum (1980) - 20. Triton-Passage: Schiffbruch im Weltraum (1981) - 21. Blindflug zur Schlange: Verschollen im Weltraum (1981) - 22. Raumposition Oberon: Schwarze Wochen im Weltraum (1982) - 23. Vargo-Faktor: Loch im Weltraum (1982) - 24. Astronautensonne: Falsches Spiel im Weltraum (1983) - 25. Planetaktion Z: Treibjagd im Weltraum (1983) - 26. Ikarus, Ikarus...: Falscher Kurs im Weltraum (1984) - 27. Der Pandora-Zwischenfall: Versuchung im Weltraum (1984) - 28. Metropolis-Konvoi: Geleitzug im Weltraum (1985) - 29. Zeitspule: Geheimarchiv im Weltraum (1985) - 30. Die Eismensch-Verschwörung: Horror im Weltraum (1986) - 31. Geheimsache Wetterhahn: Revolution im Weltraum (1987) |

Sonderbände
- Aufbruch zu den Sternen (1983), Kurzgeschichtenband
- Testbuch (1982), Leseproben der Bände 1–9, 15–16, 20–22

Sammelbände
- Bd. 1 und 2 als: Alarm im Weltraum – Bordbuch Delta VII / Verrat auf der Venus (1970/71)
- Bd. 3 und 4 als: Duell im Weltraum – Unternehmen Delphin / Aufstand der Roboter (1971/72)
- Bd. 5 und 9 als: SOS im Weltraum – Vorstoß zum Uranus / Salomon 76 (1972/74)
- Bd. 6 und 7 als: Experimente im Weltraum – Testakte Kolibri / Die Vollstrecker (1973)
- Bd. 8 und 10 als: Meuterei im Weltraum – Raumsonde Epsilon / Aktenzeichen Illegal (1974/75)
- Bd. 1, 14, 16 und 21 als: Weltraumpartisanen (1986)
- Bd. 1 und 2 als: Weltraumpartisanen – Bordbuch Delta VII / Verrat auf der Venus (1998)
- Bd. 3 und 4 als: Weltraumpartisanen – Unternehmen Delphin / Aufstand der Roboter (1998)
- Bd. 5 und 6 als: Weltraumpartisanen – Vorstoß zum Uranus / Die Vollstrecker (1998)
- Bd. 1–4 unter dem Titel: Raumschiff Delta VII

Paperback Sammler-Edition (ab Oktober 2008)
| - Bd. 1: Bordbuch Delta VII ISBN 978-3-938065-39-6 Mit einem Vorwort von Reinhild von Michalewsky (Witwe des Autors). - Bd. 2: Verrat auf der Venus ISBN 978-3-938065-41-9 - Bd. 3: Unternehmen Delphin ISBN 978-3-938065-45-7 - Bd. 4: Aufstand der Roboter ISBN 978-3-938065-48-8 - Bd. 5: Vorstoß zum Uranus ISBN 978-3-938065-50-1 - Bd. 6: Die Vollstrecker ISBN 978-3-938065-52-5 Mit dem Nachwort Mark Brandis und sein Zwilling Nikolai von Michalewsky von Dr. Alexander Seibold. - Bd. 7: Testakte Kolibri ISBN 978-3-938065-40-2 Mit einer Zeichnung des Prototyps Kolibri. - Bd. 8: Raumsonde Epsilon ISBN 978-3-938065-42-6 Mit einem Interview des Autors durch Carsten Kuhr (Redakteur von phantastik-news.de). - Bd. 9: Salomon 76 ISBN 978-3-938065-46-4 Mit einem Nachwort von Ernst Wurdack (Verleger), einer Biographie und vollständigen Liste aller Veröffentlichungen des Autors. - Bd. 10: Aktenzeichen: Illegal ISBN 978-3-938065-49-5 - Bd. 11: Operation Sonnenfracht ISBN 978-3-938065-51-8 Mit dem Nachwort Vom Buch zum Hörspiel von Balthasar von Weymarn (Autor der Hörspiele). - Bd. 12: Alarm für die Erde ISBN 978-3-938065-53-2 - Bd. 13: Countdown für die Erde ISBN 978-3-938065-57-0 - Bd. 14: Kurier zum Mars ISBN 978-3-938065-58-7 Mit einem Nachwort von Ulrich Blode. - Bd. 15: Die lautlose Bombe ISBN 978-3-938065-59-4 - Bd. 16: Pilgrim 2000 ISBN 978-3-938065-60-0 Mit dem Nachwort Mehr als nur Nostalgie? von Christel Scheja. |  | - Bd. 17: Der Spiegelplanet ISBN 978-3-938065-65-5 Mit dem Nachwort Der Traum vom zehnten Planeten von Petra Hartmann. - Bd. 18: Sirius-Patrouille ISBN 978-3-938065-66-2 Mit dem Interview Zwischen Reinhild und Ruth von Regina Schleheck mit Reinhild von Michalewsky (Witwe des Autors). - Bd. 19: Astropolis ISBN 978-3-938065-67-9 - Bd. 20: Triton-Passage ISBN 978-3-938065-68-6 - Bd. 21: Blindflug zur Schlange ISBN 978-3-938065-78-5 - Bd. 22: Raumposition Oberon ISBN 978-3-938065-79-2 - Bd. 23: Vargo-Faktor ISBN 978-3-938065-81-5 - Bd. 24: Astronautensonne ISBN 978-3-938065-82-2 - Bd. 25: Planetaktion Z ISBN 978-3-938065-87-7 - Bd. 26: Ikarus, Ikarus ... ISBN 978-3-938065-88-4 - Bd. 27: Pandora-Zwischenfall ISBN 978-3-938065-90-7 - Bd. 28: Metropolis-Konvoi ISBN 978-3-938065-91-4 - Bd. 29: Zeitspule ISBN 978-3-938065-95-2 - Bd. 30: Die Eismensch-Verschwörung ISBN 978-3-938065-96-9 - Bd. 31: Geheimsache Wetterhahn ISBN 978-3-938065-97-6 - Sonderband: Aufbruch zu den Sternen ISBN 978-3-938065-98-3 |

Sequel-Reihe Kosmonen-Saga
- 1. Ambivalente Zone (2000)
- 2. Negativer Sektor (unvollendet, unveröffentlicht)

## Adaptionen

### Hörspiele

#### Mark Brandis
Von 2007 bis 2015 wurde eine Hörspielbearbeitung der „Weltraumpartisanen“ unter dem Titel Mark Brandis von Interplanar Produktion produziert. Hauptsprecher der Serie sind: Michael Lott, Martin Wehrmann, David Nathan, Gerhart Hinze und Dorothea Anna Hagena. Die Hörspiele unterscheiden sich in einigen Details von der Buchreihe; u. a. haben die Produzenten die Geschichte 50 Jahre weiter in die Zukunft verlegt, und die Reihenfolge der Hörspiele folgt teilweise nicht der Chronologie der Buchreihe. Die Änderungen entstanden im Dialog mit der Witwe des Mark-Brandis-Erfinders, Reinhild von Michalewsky, die bemüht war, im Sinne und Interesse ihres Mannes zu handeln. Die Hörspielreihe schloss 2015 mit der Folge Der Pandora-Zwischenfall ab. 2008 gewann das Hörspiel Bordbuch Delta VII den Deutschen Phantastik Preis für das beste Hörbuch/Hörspiel des Jahres.
Es wurden folgende Bände vertont:
- Bordbuch Delta VII
- Verrat auf der Venus
- Unternehmen Delphin
- Aufstand der Roboter (bis hier durch Steinbach sprechende Bücher bzw. Neuauflage (6. Juli 2012) durch Universal Music)
- Testakte Kolibri (2 CDs) (ab hier durch Universal Music)
- Vorstoß zum Uranus (2 CDs)
- Raumsonde Epsilon (2 CDs)
- Die Vollstrecker (2 CDs)
- Pilgrim 2000 (2 CDs)
- Aktenzeichen: Illegal
- Operation Sonnenfracht
- Alarm für die Erde (2 CDs)
- Sirius-Patrouille (2 CDs)
- Lautlose Bombe (2 CDs)
- Triton-Passage
- Blindflug zur Schlange
- Raumposition Oberon
- Ikarus, Ikarus
- Metropolis-Konvoi
- Die Zeitspule (2 CDs)
- Planetaktion Z
- Geheimsache Wetterhahn
- Der Pandora-Zwischenfall

#### Mark Brandis, Raumkadett
Von 2014 bis 2017 produzierte Interplanar Produktion auch Episoden aus der Jugendzeit von Mark Brandis. Grundlage dieser Prequel-Serie bildete die Kurzgeschichte „Aufbruch zu den Sternen“, weitere Geschichten wurden in Absprache mit Reinhild von Michalewsky, der Witwe des Mark-Brandis-Erfinders, entwickelt. Hauptsprecher der Serie sind: Michael Lott (als Erzähler), Daniel Claus (als junger Mark Brandis), Friedel Morgenstern, Sebastian Kluckert, Wanja Gerick und Sebastian Fitzner.
Die Serie wurde in zwei Staffeln zu je 6 Folgen veröffentlicht:
Staffel 1
- 01: Aufbruch zu den Sternen, VÖ: 1. Mai 2014
- 02: Verloren im All, VÖ: 1. Mai 2014
- 03: Tatort Astronautenschule, VÖ: 15. August 2014
- 04: Hinter den Linien, VÖ: 7. November 2014
- 05: Der Aladin-Schachzug, VÖ: 1. April 2015
- 06: Woran du glaubst..., VÖ: 1. Juli 2015

Staffel 2
- 07: Laurin, VÖ: 15. Januar 2016
- 08: Mondschatten, VÖ: 15. April 2016
- 09: Endstation Pallas, VÖ: 1. Juli 2016
- 10: Zwischen den Fronten, VÖ: 21. Oktober 2016
- 11: Das Jupiter-Risiko, VÖ: 3. Februar 2017
- 12: Der Fall Rublew, VÖ: 28. April 2017

### Comic
Die erste Comicfassung eines Jugendabenteuers von Mark Brandis mit dem Titel Aufbruch zu den Sternen schuf Michael Vogt 2011 (Text, Zeichnungen und Farbe). Die Vorlage war Nikolai von Michalewskys gleichnamige Kurzgeschichte, und der Comic erschien 2012 in den Heften 156 (6/2012) und 157 (7/2012) des Magazins Zack. Mit dieser Referenz gelang es Vogt, einen Interessenten für eine größere Adaption zu erreichen: im Oktober 2016 erschien mit Bordbuch Delta VII der erste von vier geplanten Bänden vom gleichen Zeichner beim Panini Verlag. Die Bände zwei (Verrat auf der Venus), drei (Unternehmen Delphin) und vier (Aufstand der Roboter) erschienen jeweils im Abstand von einem Jahr und vervollständigen den sogenannten Bürgerkriegszyklus. Im Mai 2020 wurde mit Aufbruch zu den Sternen außerdem ein Comic-Band veröffentlicht, der neben der bereits bekannten titelgebenden Geschichte mit "Heimkehr eines Astronauten" und "Floby Dick" zwei weitere Storys aus dem Kurzgeschichtenband von 1983 enthält.

## Details

### Häufig gebrauchte Abkürzungen
- EAAU – Europäisch-Amerikanisch-Afrikanische Union
- FK – Funker-Kabine – Funkkontrollraum auf einem Raumschiff
- FLOB – Fliegende mobile Operations-Basis
- KL – Kaltes Licht – Strahlungswaffe
- MOB – Mobile Operations-Basis
- NC – Navigationscenter (auch Kartenhaus genannt)
- RC – Radar Control – Radarkontrollraum auf einem Raumschiff
- TÜ – Technische Überwachung – Maschinenraum eines Raumschiffes
- UGzRR – Unabhängige Gesellschaft zur Rettung Raumschiffbrüchiger
- VEGA – Venus-Erde Gesellschaft für Astronautik
- VOR – Vereinigte Orientalische Republiken

### Darstellung naturwissenschaftlicher und astronomischer Aspekte
Von Michalewsky konzentrierte sich vor allem darauf, gesellschaftliche Themen aufzuarbeiten. Die naturwissenschaftlich korrekte Darstellung von physikalischen Phänomenen wie künstlicher Intelligenz oder Gravitation waren für ihn nachrangig. Gelegentlich kann dies, insbesondere vom heutigen Wissensstand, merkwürdig auffallen. Einige Beispiele:
- Das Sonnensystem wird oft als Galaxis bezeichnet[9].
- Die Venus ist von Menschen kolonisiert. Die Atemluft, innerhalb von Glaskuppeln, wird magnetisch aufgeladen und durch Elektromagneten in Bodennähe gehalten[10]. Offensichtlich war sich der Autor nicht dessen bewusst, dass die Venusatmosphäre zu 98 % aus Kohlendioxid besteht, unter extremem Druck steht und 500 °C heiß ist.
- In „Vorstoß zum Uranus“ bewegen sich die Hauptfiguren auf der Oberfläche des Uranus, obwohl dieser als Gasriese gar keine feste Oberfläche besitzt. Allerdings war die Natur der Oberfläche des Uranus 1972 noch Gegenstand von Spekulationen.[11]
- Im gleichen Band kommt die Hermes mehrfach mit einem „Pulsar“ in Konflikt, der sie durch „Schockwellen“ beschädigt. Da ein Pulsar ein Neutronenstern ist, wäre er als Himmelskörper nicht unentdeckt geblieben[12]
- Nahezu unmöglich ist die Entdeckung einer Parallelwelt in „Der Spiegelplanet“, die mit dem russischen Wort „mir“ („Erde“/„Frieden“) bezeichnet wird. Der Planet sei, so die Erklärung im Roman, zuvor unentdeckt geblieben, da er sich von der Erde aus gesehen genau auf der gegenüberliegenden Seite der Sonne befinde. Allerdings hätten Astronomen schon vor Jahrhunderten durch Bahnschwankungen der anderen Planeten diese Gegenerde entdecken müssen. Zusätzlich hätte seine Existenz auch innerhalb des Romans doch zumindest den menschlichen Bewohnern der Venus nicht verborgen bleiben dürfen, da dieser Planet eine kürzere Umlaufzeit um die Sonne hat und damit beiden „Erden“ regelmäßig begegnet wäre.
- Die unterschiedlichen Umlaufzeiten der Planeten werden anscheinend vollkommen ignoriert, d. h. die Reisezeiten zwischen den Planeten ändern sich nicht und es wird von „Routen“ gesprochen, die, wie Straßen auf der Erde, immer gleich blieben.
- Schwarze Löcher werden (u. a. in „Vargo-Faktor“) als bloße Strudel beschrieben. Als Brandis’ Schiff in eines hineingesogen wird, hätte es aufgrund der Gravitation in reine Energie zerstrahlen müssen. Im Buch hat ein Schwarzes Loch allerdings nur den Effekt, dass Menschen auf Fingergröße zusammengeschrumpft werden, während unbelebte Substanzen davon unberührt bleiben. Es gelingt die Flucht aus dem Schwarzen Loch, obwohl dies nach heutigen physikalischen Erkenntnissen unmöglich ist.
- In „Bordbuch Delta VII“ führt Mark Brandis ein Videogespräch mit seiner Lebensgefährtin Ruth O’Hara, er befindet sich dabei auf der Venus, sie auf der Erde. Da sich die Funkwellen mit Lichtgeschwindigkeit bewegen, müsste es eigentlich bis zur Antwort mehrere Minuten dauern, was jedoch nicht der Fall ist. Das Gespräch ist wie ein normales Gespräch auf der Erde dargestellt.

Bei allen Abweichungen ist zu beachten, dass eine Vielzahl von SF-Erzählungen Fakten, die damals noch nicht oder nur einem kleinen Kreis von Wissenschaftlern bekannt waren, durch abenteuergerechte Spekulationen ersetzten. Weder war eine breite Informationsbasis in der Bevölkerung vorhanden, noch flossen die wissenschaftlichen Erkenntnisse so umfangreich wie heute.